# Robinson-Pass (Südafrika)
Der Robinson-Pass (860 m) ist ein Gebirgspass über die Outeniqua-Berge in Südafrika, der Mossel Bay an der Küste mit Oudtshoorn in der Kleinen Karoo verbindet. Der Pass ist nach M.R. Robinson benannt, der zur Zeit des Baus der Passstraße als Inspektor für öffentliche Arbeiten in der Kapkolonie tätig war. Die 75 km lange Straße wurde 1869 erbaut und 1951 modernisiert. Sie ist Teil der R328, die Prince Albert mit Mossel Bay verbindet. Der Pass weist relativ wenig Verkehr auf weil die Hauptverbindung zwischen der Küste und Oudtshoorn über den Outeniqua-Pass verläuft. In den höheren Lagen des Passes kommt es häufig zu starkem Regen und dichten Bergnebeln, die die Sicht auf wenige Meter reduzieren können. Die Steigung beträgt auf der Südseite durchschnittlich 2,9 Prozent und auf der Nordseite 1,9 Prozent.

## Galerie

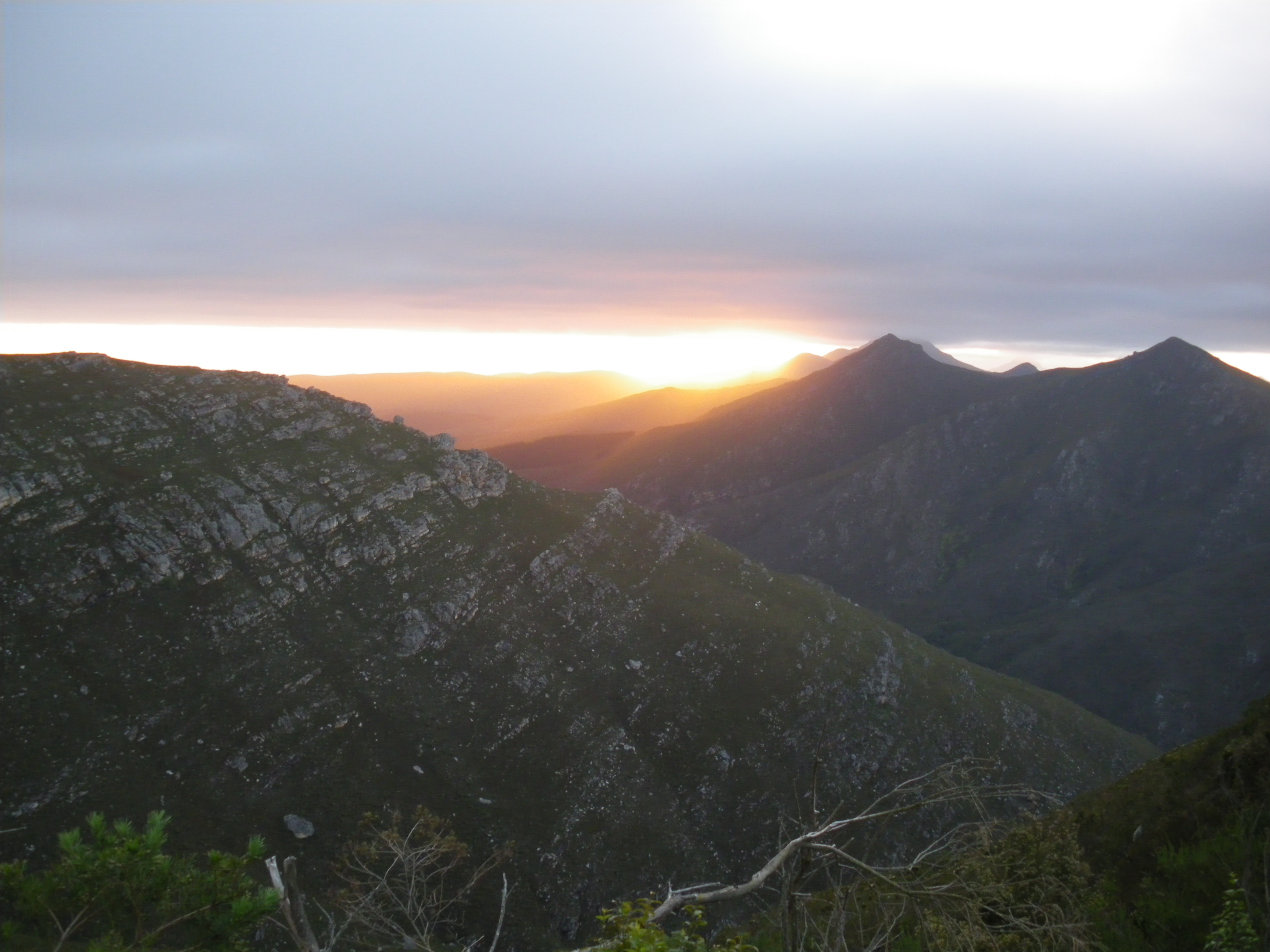
Sonnenuntergang
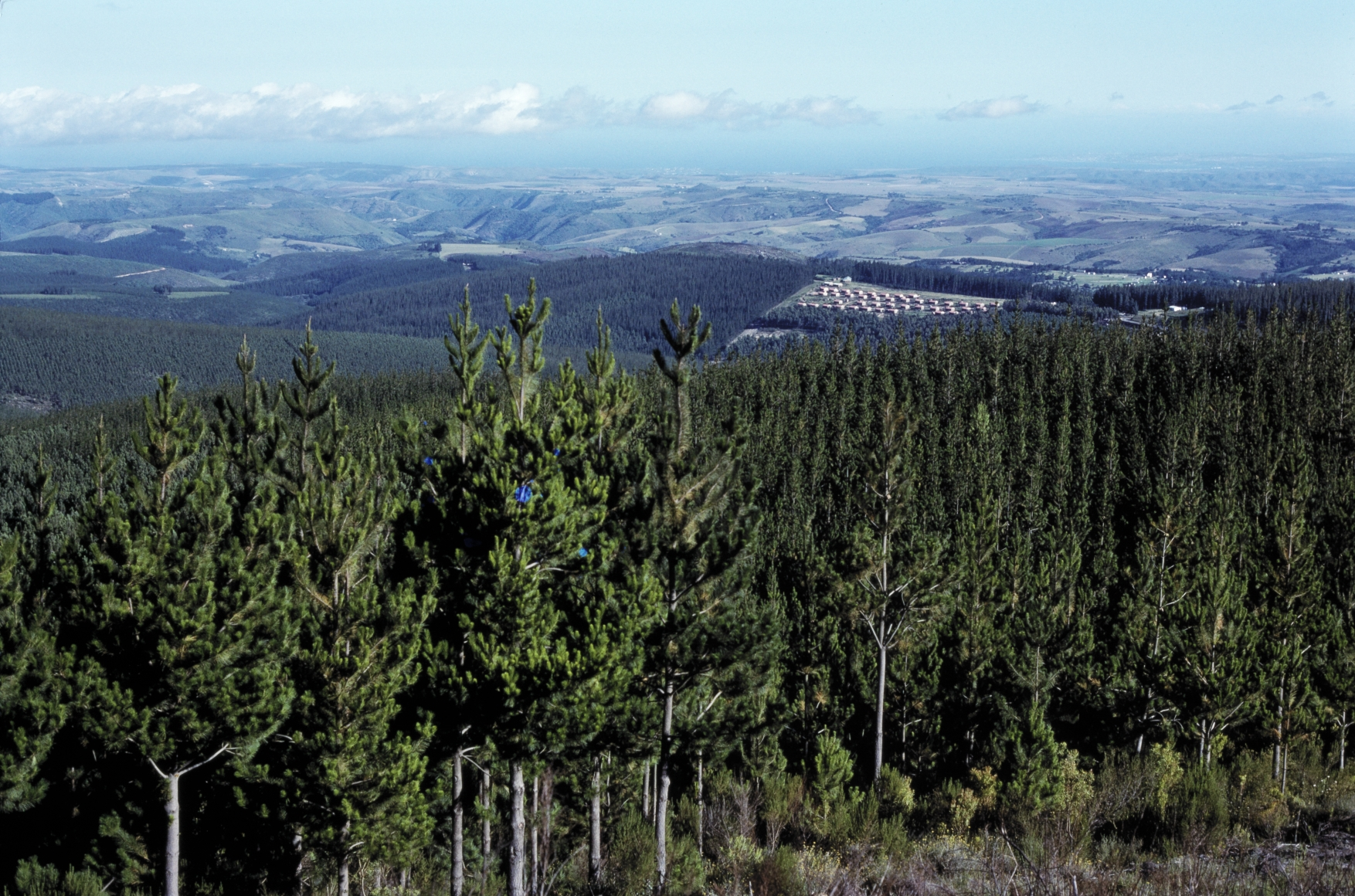
Südseite mit Blick auf Mossel Bay